# كلاتة كاتشي (درميان)
کلاتة کاتشي (بالفارسية: کلاته کاچی) هي مستوطنة تقع في إيران في قسم درمیان الريفي. يقدر عدد سكانها بـ 0 نسمة بحسب إحصاء 2016.